# John Vernon (Schauspieler)
John Keith Vernon (* 24. Februar 1932 in Zehner, Saskatchewan; † 1. Februar 2005 in Los Angeles, Kalifornien; eigentlich Adolphus Raymondus Vernon Agopsowicz) war ein kanadischer Schauspieler.

## Leben
Mit einer klassischen Schauspielausbildung an der School of Fine Arts in Banff und der Royal Academy of Dramatic Art in London kehrte Vernon nach Kanada zurück, wo er an verschiedenen Theatern und beim kanadischen Sender CBC arbeitete.
Nach kleineren Rollen in der Fernsehserie The Forest Rangers in den frühen 1960er Jahren wurde er durch die CBC-Serie Wojeck, in der er einen Leichenbeschauer mit kriminalistischem Spürsinn spielte, einem größeren Publikum bekannt. Die Serie gilt als Vorläufer der späteren amerikanischen Serie Quincy.
Ende der 1960er Jahre stieg er aus der Serie aus, zog nach Hollywood und übernahm kleinere Rollen in Spielfilmen, jedoch überwogen im Lauf seiner Karriere die Auftritte in Fernsehserien. Später übernahm er Sprechrollen in Zeichentrickserien und Computerspielen. Größere Bekanntheit erlangte er in den USA 1978 mit der Rolle des College-Direktors in der Komödie Ich glaub’, mich tritt ein Pferd.
John Vernon war mit Nancy West verheiratet. Er ist der Vater von Chris Vernon, Nan Vernon und der Schauspielerin Kate Vernon.

## Filmografie (Auswahl)
- 1966–1973: Kobra, übernehmen Sie (Mission: Impossible, Fernsehserie, sechs Folgen)
- 1967: Point Blank
- 1969: Topas (Topaz)
- 1969: Blutige Spur (Tell Them Willie Boy Is Here)
- 1969: Alexandria – Treibhaus der Sünde (Justine)
- 1970: Hawaii Fünf-Null (Hawaii Five-0, Fernsehserie, eine Folge)
- 1971: Heißes Gold aus Calador (One More Train to Rob)
- 1971: Dirty Harry
- 1972: Angst ist der Schlüssel (Fear Is the Key)
- 1973: Der große Coup (Charley Varrick)
- 1973–1975: Cannon (Fernsehserie, drei Folgen)
- 1974: Ein Computer wird gejagt (The Questor Tapes) (Fernsehfilm)
- 1974: Die schwarze Windmühle (The Black Windmill)
- 1974: Petrocelli (Fernsehserie, Folge 1x4 Unschuldig schuldig)
- 1974: Polizeiarzt Simon Lark (Police Surgeon, Fernsehserie, Folge 4x07)
- 1974: Barnaby Jones (Fernsehserie, eine Folge)
- 1975: Brannigan – Ein Mann aus Stahl (Brannigan)
- 1975: Der Unsichtbare (The Invisible Man, Fernsehserie, eine Folge)
- 1976: Der Texaner (The Outlaw Josey Wales)
- 1977: Das Unheimliche (The Uncanny)
- 1977: Ein besonderer Tag (Una giornata particolare)
- 1977: Rendezvous mit dem Tod (Golden Rendezvous)
- 1978: Quincy (Fernsehserie, Folge 3x20 Requiem für einen Lebenden)
- 1978: Ich glaub’, mich tritt ein Pferd (National Lampoon’s Animal House)
- 1980: Herbie dreht durch (Herbie Goes Bananas)
- 1982: Die unglaubliche Reise in einem verrückten Raumschiff (Airplane II: The Sequel)
- 1983: Curtains – Wahn ohne Ende (Curtains … The ultimate Nightmare)
- 1983: Ein Colt für alle Fälle (The Fall Guy, Fernsehserie, Folge Im engsten Kreis)
- 1983: Hart aber herzlich (Hart to Hart, Fernsehserie, Folge 5x6 Spiel, Satz: Mord!)
- 1984: Savage Street – Straße der Gewalt (Savage Streets)
- 1984: Das Blut der Anderen (Le Sang des autres)
- 1984–1986: Knight Rider (Fernsehserie, zwei Folgen)
- 1986: Sledge Hammer! (Fernsehserie, Pilotfolge)
- 1988: Space Invaders (Killer Klowns from Outer Space)
- 1989: Wings of Freedom (W.B., Blue and the Bean)
- 1993: American Inferno (The Fire Next Time)
- 1993: Matrix (Fernsehserie, 13 Episoden)
- 1995: Eiskalte Wut (Family of Cops)
- 1995: Walker, Texas Ranger (Fernsehserie, Folge 4x07)

## Auszeichnungen
- 1989: Nominierung für den Gemini Award für Two Men